# Alfonso Aragón Sac
Alfonso Aragón Sac, conocido como Fofito (La Habana, 28 de julio de 1949), es un payaso y cantante español, miembro del grupo de Los Payasos de la Tele. Es hijo del payaso Fofó, sobrino de los conocidos payasos Gaby y Miliki, hermano de Rody Aragón y primo de Milikito, Rita Irasema y Lara Aragón. Es miembro de la Familia Aragón, una popular familia de payasos y artistas circenses española, cuyos orígenes se remontan al Siglo XIX.

## Inicios profesionales
Miembro de la Familia Aragón. Hijo de Alfonso Aragón Bermúdez, el famoso Fofó y de Juana Sac, y sobrino de los también conocidos payasos Miliki y Gaby, debutó de meses de nacido de la mano de su padre en su circo televisivo en Cuba Alfonso Aragón Sac adoptó entonces el nombre artístico de Fofito. La experiencia, en la que también participaron sus hermanos Adolfo y Rodolfo, sus primos Emilio, Rita y Pili (hijos de Miliki) y Mari Carmen y Maribel (hijas de Gaby), no cosechó un excesivo éxito y la fórmula de incorporar a toda la prole se desechó en los siguientes proyectos.

## Los Payasos de la Tele
Solo Fofito se mantuvo en el programa televisivo que los hermanos Aragón estrenaron a su llegada a Argentina en 1971, bajo el título de El zapato roto junto a Pepe Biondi. Anteriormente –contratados por Canal 13– habían sido presentados en Sábados Circulares, el exitoso programa ómnibus de Pipo Mancera, donde fueron todo un éxito televisivo. Desafortunadamente no pudieron aparecer en el Circo de Marrone ya que el payaso de aquel circo era Pepitito. Durante su estancia en Argentina entablaron amistad con artistas como Luis Sandrini y Carlos Bala, con quien compartieron escena en su circo televisivo. Estuvieron en aquel país entre 1971 y 1972, y durante este corto periodo alcanzaron un enorme éxito en todo el país; especialmente por los niños que eran los que veían el programa. Como forma de aprovechar el éxito televisivo se lanzaron al mercado numerosos productos como remeras, caretas de la marca Plastirama, pompas de jabón y sus propias aventuras a modo de historietas en la Revista Billiken. En 1971 protagonizó con su padre, sus tíos y la niña actriz Andrea del Boca la película Había una vez un circo –una película de época– dirigida por Enrique Carreras, y fue un éxito de taquilla en Buenos Aires. En 1972, antes de abandonar Argentina, volvió a filmar otra película bajo la misma dirección: Los padrinos, también junto a su padre y sus tíos, así como las actrices Mercedes Carreras y Olinda Bozán; en esta ocasión los acompañó su prima Lara Aragón (hija de Gaby). Los payasos volvieron a Argentina en 1977, un año después de la muerte de Fofó y ya con Milikito (hijo de Miliki). En 1978 se tenía planeado realizar una tercera película en la cual aparecería al lado de sus tíos Miliki y Gaby y su primo Milikito; lamentablemente este proyecto que seguramente los hubiera unido por nueva cuenta a Enrique Carreras nunca se pudo concretar por falta de presupuesto. Anteriormente los payasos habían filmado El nieto del zorro –al lado de los cómicos Resortes y Chato Ortín, padre del actor Polo Ortín en México y Tres bárbaros en un jeep en Cuba. En 1972 finalmente toda la familia se trasladó a España donde, desde El gran circo de TVE, su programa de Televisión Española y una vez convertidos en Los payasos de la tele, alcanzaron una popularidad extraordinaria. En junio de 1976 en lo más alto del éxito su padre falleció a causa de una hepatitis B contraída por una transfusión sanguínea tras una operación, a pesar de este suceso el circo continuó (dicho textualmente, "siguieron por los niños"); la muerte de su padre, a pesar de los años y también del deceso de sus dos tíos, Fofito según ha comentado que lo recuerda como si hubiese sido ayer. A la muerte de su padre, por seis meses el programa solo tuvo a tres integrantes, hasta la llegada de Milikito, quien en 1981 fue sustituido por su hermano Rody Aragón. Rita Irasema (hija de Miliki) apareció con ellos en el programa en 1973, y Lara Aragón en 1980. Fofito volvió a Argentina acompañado de su hermano Rody durante el Mundial de Fútbol 1994 y tuvo una participación en el programa Almorzando con Mirtha Legrand, un encuentro con un joven Marcelo Gallardo a la entrada del canal desde donde Mirtha hacía los almuerzos, así como varias presentaciones en el Teatro Astros.

## Fofito y Rody
Tras la cancelación del programa en 1983 y la separación profesional de Miliki en octubre de 1984, Fofito continuó dando representaciones circenses con su tío Gaby y su hermano Rody. En 1987 Gaby formó su propia troupe Los Gabytos, y Fofito y Rody se unieron en tándem artístico. En 1988 grabaron el disco El quid de la cuestión, y en 1991 Mamma mía. Ese mismo año, la pareja regresó a la televisión dando réplica humorística a Ana Obregón en el espacio musical de TVE Caliente. Más tarde, en 1994, realizaron el programa infantil Tras 3 tris en Antena 3.
En esa época los dos hermanos grabaron un disco, que fue denunciado por inducir a la agresividad infantil y terminó siendo retirado del mercado. A partir de 1995, Rody inició en solitario su carrera como presentador de televisión.

## Trilocos
Participó en el programa infantil Trilocos, dirigido por Miliki, en 1999 interpretando el papel de Fofi, hasta que abandonó la serie en el año 2000.

## Carrera en solitario
En 1999 promovió la publicación de un disco dedicado a la memoria de su padre, en el que se recopilan las canciones tradicionales del grupo, y que se denomina Homenaje a Fofó: Había una vez. Durante los primeros años de la década del 2000 colaboró en el circo de Marcos Cesar (Marcos Cesar Acción Motor). 
En 2004 recuperó su faceta de payaso con el espectáculo Recuerdos, con el que recorrió España. El año siguiente hizo lo mismo con A todos los niños del mundo. Un año más tarde tuvo una pequeña aparición en la película Torrente 3: El Protector de Santiago Segura. En 2006 publicó el disco recopilatorio Las canciones de siempre como nunca. Desde 2007 hasta entrada la década de 2010, recorrió localidades en el circo de la familia Segura, junto con su hija Mónica Aragón. En 2008 sacó un disco llamado Fofito y los juegos de la calle, que trata de que éste va a un colegio a divertir a los niños enseñándoles juegos de palmas, saltar a la comba, jugar con la goma y divertidas y entretenidas canciones. 
Un año después, en 2009, participó en el cortometraje Zapatos nuevos. Payasos de hoy en Europa, dirigido por el payaso español Brian Rodríguez Wood y producido por Javier Salinas, donde aparece Fofito junto a otras figuras del mundo del clown como: Johnny Melville, Slava Polunin, Gardi Hutter, Pepa Plana, Leo Bassi, Philippe Gaulier, Jango Edwards o Carlo Colombaioni, que obtuvo 4 candidaturas en los Premios Goya 2010.
En 2010 interpretó al payaso listo en la película Balada triste de trompeta, dirigida por Álex de la Iglesia, en la que actuó de una manera diferente a la que normalmente hacía para los niños, ya que se quejaba de la guerra usando palabras soeces. También puso la voz a un payaso de juguete en Toy Story 3 También en este año, salió a la venta un CD titulado Pequeño Planeta Vol.1, en el que colaboró junto a su hermano y Miliki, con las canciones de Los Payasos de la Tele.
En 2011 recibió la Medalla de Oro de la Asociación de Amigos de los Teatros de España, su más alta distinción por una extraordinaria carrera dedicada a las artes circenses.
En 2012, salió a la venta su cuarto disco en solitario titulado 50 años de ilusión, en el que canta las típicas canciones de Los Payasos de la Tele junto a artistas como Rody Aragón, Miliki, Montserrat Caballé o Julio Iglesias.
En 2012, Fofito cumplió 50 años en el mundo del espectáculo, y por eso, aparte del álbum, realizó una gira por toda España con el musical Fofito, 50 años de ilusión. En las Navidades de ese mismo año, alcanzó gran notoriedad y repercusión mediática su colaboración en publicidad, en el anuncio para televisión de una marca de embutidos titulado El currículum de todos, que protagonizó bajo dirección de la cineasta Iciar Bollain, y con presencia de algunas personalidades relevantes del país como Iñaki Gabilondo, Luis del Olmo, Chus Lampreave, Candela Peña, Enrique San Francisco, Los Morancos, Chiquito de la Calzada, Santiago Segura y Las Hermanas Hurtado. También participó en el anuncio de aire acondicionado de la marca Daikin.
En 2013 dio el salto a los escenarios, con el musical ¿Cómo están ustedes?. El musical, que protagoniza con su hermano y su hija Mónica en el Teatro Nuevo Apolo de Madrid. También grabó un villancico y videoclip solidario junto al grupo Los Inhumanos, a beneficio de la Asociación Española Contra el Cáncer, titulado Que siempre sea Navidad. Tres años más tarde regresó a los escenarios junto a su hija en el espectáculo Aquellas meriendas.

## Vida personal
Está casado con Marianela Fernández-Cuervo desde 1971 en Puerto Rico y tiene tres hijas Mónica, María Teresa "Maite" y Marianela "Nela".

## Televisión
| Año        | Título                                                 | Canal                                      | Notas                                                                                                |
| ---------- | ------------------------------------------------------ | ------------------------------------------ | --- |
| 1951       | El Show de Gaby, Fofó y Miliki                         | CMQ Televisión                             | Pequeñas Actuaciones En Las Aventuras, Números Musicales, y Actuaciones en La Pista Junto a Su Padre |
| 1965, 1968 | El show de las cinco                                   | Canal 2 (Puerto Rico), Canal 8 (Venezuela) | |
| 1971       | El Show de Gaby, Fofó y Miliki                         | Canal 13 (Argentina)                       | |
| 1973       | Las aventuras de Gaby, Fofó y Miliki                   | TVE                                        | |
| 1974-1976  | Cantar y reír                                          | TVE                                        | |
| 1974-1981  | El gran circo de TVE                                   | TVE                                        | |
| 1975       | Especial Nochevieja 1975                               | TVE                                        | |
| 1976       | Esta noche...fiesta                                    | TVE                                        | Invitado junto a Gaby y Miliki                                                                       |
| 1980       | Ding-Dong                                              | TVE                                        | Concursante en el primer programa dedicado a Valencia.                                               |
| 1980       | 625 líneas                                             | TVE                                        | Invitado junto a Gaby, Miliki y Milikito                                                             |
| 1981       | Esta noche                                             | TVE                                        | Invitado junto a Gaby, Miliki y Milikito                                                             |
| 1982       | El loco mundo de los payasos                           | TVE                                        | |
| 1982       | Tompy, el conejito de trapo                            |                                            | |
| 1984       | Un, dos, tres... responda otra vez                     | TVE-1                                      | Programa: "Navidad 1984"                                                                             |
| 1985       | Un, dos, tres... responda otra vez                     | TVE-1                                      | Programa: "Navidad 1985"                                                                             |
| 1986       | Plató vacío                                            | TVE-1                                      | Programa: 9 de septiembre de 1986                                                                    |
| 1986       | La bola de cristal                                     | TVE-1                                      | Programa: 18 de octubre de 1986                                                                      |
| 1989       | 3×4                                                    | TVE-1                                      | Programa: 26 de diciembre de 1989                                                                    |
| 1991       | Caliente                                               | TVE-1                                      | |
| 1993       | Todos al circo                                         | Antena 3                                   | Presentador junto a Rody                                                                             |
| 1993-1995  | Tras 3 tris                                            | Antena 3                                   | |
| 1995       | Un paseo por el tiempo                                 | TVE-1                                      | Mensaje junto a Rody                                                                                 |
| 1996       | Pasa la vida                                           | TVE-1                                      | Invitado junto a Rody                                                                                |
| 1999       | Cine de barrio                                         | TVE-1                                      | Programa: 4 de diciembre de 1999                                                                     |
| 1999       | TVE está en tu vida (Avance de la temporada 1999-2000) | TVE-1                                      | |
| 1999-2000  | Trilocos                                               | La 2                                       | |
| 2015       | Cocina sobre ruedas                                    | CMM TV                                     | Invitado                                                                                             |
| 2022       | Pasapalabra                                            | Antena 3                                   | Invitado Programas 508, 509 y 510 (3, 4 y 5 de mayo)                                                 |

## Discografía
- Din, don, din, don / El comelón (sencillo) (1971)
- A sus amiguitos... (1971)
- Gaby, Fofó y Miliki y sus hijos (1971)
- Hola don Pepito, Hola don José (1971)
- Todos los niños del mundo son nuestros amiguitos (1972)
- Mami de mis amores / Feliz, feliz en tu día (1972)
- Temas de la película "Había una vez un circo" (EP) (1972)
- Había una vez un circo (1973)
- Había una vez un circo / Don Pepito (sencillo) (1974)
- Los días de la semana / Chévere chévere chon (sencillo) (1974)
- Mami de mis amores / Los días de la semana (sencillo) (1974)
- La gallina Papanatas / Mi barba (sencillo) (1974)
- Gaby, Fofó y Miliki con Fofito (1974)
- Los más grandes éxitos (1975)
- Susanita, Papá y Mamá, El sombrero de Gaspar, etc. (1975)
- Susanita / Los soldados de la risa (sencillo) (1975)
- La familia unida (1976)
- Porompompóm, Manuela / ¿Qué nos da el cerdito? (sencillo) (1977)
- Había una vez un disco (1977)
- Como me pica la nariz (1979)
- Como me pica la nariz / Animales F.C (sencillo) (1979)
- Cantando, siempre cantando (1980)
- Vaya mentira / La marcha de las letras (sencillo) (1980)
- Discolandia (1980)
- El loco mundo de los payasos (1982)
- El locomundo de los payasos / De cachibú de cachivaca (sencillo) (1982)
- Superpeques (1983)
- La historia de los payasos (1983)
- Los payasos de la tele (EP) (1986)
- Pitrinqui pitranca / Tírame la pelota (sencillo) (1986)
- El quid de la cuestión (1988)
- ¡¡Mamma mía!! / Tras 3 tris (1991)
- Mamma mía / Mamma mía (sencillo) (1991)
- Mi nena (sencillo) (1994)
- Nuestras canciones (2015)

## Discografía en solitario
- Homenaje a Fofó I: Había una vez (1999)
- Homenaje a Fofó II: A todos los niños del mundo (2000)
- Las canciones de siempre como nunca (2006)
- Fofito y los juegos de la calle (2008)
- 50 años de ilusión (2012)

## Filmografía
| Año  | Título                    | Director           | Papel        | Notas |
| ---- | ------------------------- | ------------------ | ------------ | ----- |
| 1972 | Había una vez un circo    | Enrique Carreras   | Fofito       |       |
| 1973 | Los padrinos              | Enrique Carreras   | Fofito       |       |
| 2006 | Torrente 3: El Protector  | Santiago Segura    | Telescópico  |       |
| 2010 | Toy Story 3               | Lee Unkrich        | Sonrisitas   | Voz   |
| 2011 | Balada triste de trompeta | Álex de la Iglesia | Payaso listo |       |

## Videoclips
- 2008: Mai sey for yuti
- 2008: Al pasar la barca
- 2012: El curriculum de tu vida

## Espectáculos
- El circo de las Navidades (1974)
- Los Superpayasos de la Televisión (1975)
- El circo de las Navidades (1977)
- Festival Mundial del Circo (1977)
- El fabuloso mundo del circo (1985)
- Recuerdos (2006)
- Estrellas de la risa (2006)
- Sonrisas (2008-2010)
- Fofito, 50 años de ilusión (2012)
- ¿Cómo están ustedes? El musical (2013)
- Los Payasos de la tele, El Musical. (Una aventura encantada) (2013)
- Aquellas meriendas (2016)